# Allobatinae
Allobatinae sind eine Unterfamilie der Froschfamilie Aromobatidae. Die Unterfamilie umfasst zwei Gattungen mit insgesamt 69 Arten, die im tropischen Mittel- und Südamerika beheimatet sind.

## Merkmale
Der vierte Finger ist verkürzt. Der dritte Finger weist bei geschlechtsreifen Männchen eine Schwellung auf. Zwischen der ersten und zweiten sowie zwischen der zweiten und dritten Zehe sind keine Schwimmhäute ausgebildet. Auf der basalen Innenseite der Oberschenkel findet sich seitlich der Kloake ein blasser Fleck. Der seitliche Streifen, der diagonal von der Hüftbeuge bis über die Augen verläuft, ist diffus. Der Bauch der Männchen ist frei oder nahezu frei von Pigmentzellen und erscheint deshalb blass. Gaumenbeine fehlen.

## Geografische Verbreitung
Vertreter der Gattung Allobates finden sich im Tropengürtel Mittel- und Südamerikas sowie auf den Kleinen Antillen. Die meisten Arten finden sich östlich der Anden im Amazonasbecken und den Guyanas. Ihr Verbreitungsgebiet erstreckt sich über Brasilien, Bolivien, Peru, Ecuador, Kolumbien, Venezuela, Guyana, Suriname und Französisch-Guayana. A. chalcopis tritt auf Martinique auf. A. talamancae ist im pazifischen Tiefland von Ecuador und Kolumbien, sowie in Mittelamerika bis ins südliche Nicaragua verbreitet.

## Lebensweise
Die Arten aus der Gattung Allobates sind tagaktive Bewohner des Tropischen Regenwaldes. Einige Vertreter kommen nur in unmittelbarer Nähe von Gewässern vor, während andere sich auch weiter davon entfernen. Die Kaulquappen werden von erwachsenen Tieren auf dem Rücken transportiert, und zwar in der Regel entweder nur von den Männchen oder von beiden Geschlechtern. Bei A. talamancae transportieren hingegen nur die Weibchen Kaulquappen auf ihrem Rücken, und bei A. nidicola tritt das Verhalten überhaupt nicht auf. Die Kaulquappen wachsen typischerweise in stehenden oder fließenden Gewässern am Boden auf. Nur bei A. femoralis wachsen sie auch in Phytotelmata auf Pflanzen heran, die allerdings ebenfalls nahe am Boden wachsen.

## Gefährdung und Schutz
In der Roten Liste gefährdeter Arten der IUCN sind gegenwärtig 46 Arten erfasst, wobei allerdings bei 23 Arten das Datenmaterial unzureichend ist. Die verbleibenden 23 Arten sind von Least Concern (nicht gefährdet) bis Critically Endangered (vom Aussterben bedroht) eingestuft. Die kolumbianische Art A. juanii wurde zum letzten Mal 2002 gesichtet und gilt als vom Aussterben bedroht. A. femoralis und A. zaparo sind im Anhang II des Washingtoner Artenschutzübereinkommens aufgeführt.

## Taxonomie
Die Unterfamilie Allobatinae wurde zusammen mit der Familie Aromobatidae neu errichtet. Sie stellt innerhalb der Aromobatidae die Schwestergruppe der Aromobatinae dar, ist also phylogenetisch mit diesen näher verwandt als mit der Unterfamilie Anomaloglossinae. Bei der Erstbeschreibung wurden in der abschließenden Klassifikation der Aromobatidae zunächst nur zwei Unterfamilien, Anomaloglossinae und Aromobatinae, erwähnt und als Schwestergruppen beschrieben. Im Anschluss folgte jedoch die Beschreibung der dritten Unterfamilie Allobatinae, die ebenfalls als Schwestergruppe der Aromobatinae bezeichnet wird, was einen Widerspruch darstellt. Dies deutet darauf hin, dass die Autoren die Gattung Allobates ursprünglich zu den Aromobatinae zählen wollten und ihre Einstufung als eigene Unterfamilie Allobatinae erst nachträglich in den Text eingearbeitet haben. 2025 wurden einige Arten von Allobates in die neu beschriebene Gattung Dryadobates übertragen.

### Arten
Unterfamilie Allobatinae Grant, Frost, Caldwell, Gagliardo, Haddad, Kok, Means, Noonan, Schargel & Wheeler, 2006

#### Gattung Allobates
Ein großer Teil der Arten wurde in der Vergangenheit den Gattungen Colostethus und Epipedobates aus der Familie der Baumsteigerfrösche zugeordnet. Durch die taxonomische Eingliederung dieser Arten ist Allobates zu einer artenreichen Gattung angewachsen, die morphologisch, genetisch und ethologisch vielgestaltig ist. Obwohl ihre Monophylie gut belegt ist, ziehen die Beschreiber der Allobatinae daher eine künftige Aufspaltung in mehrere Gattungen in Betracht. Ende Januar 2013 waren 47 Arten der Gattung Allobates gültig beschrieben. 2013 kam Allobates amissibilis, eine daumennagelgroße Art aus dem Naturschutzgebiet Iwokrama Forest Reserve in Guyana hinzu, im September 2013 wurde Allobates flaviventris aus dem brasilianischen Bundesstaat Acre beschrieben. Ebenfalls in Brasilien, am Rio Tapajós im Bundesstaat Pará, ist Allobates magnussoni beheimatet, eine Allobates-Art, die im Dezember 2014 beschrieben wurde. Durch die Zusammenlegung der Arten Allobates sumtuosus (Morales, 2002) und Allobates spumaponens (Kok & Ernst, 2007) sowie die Erstbeschreibungen von Allobates tapajos im Jahr 2015 und Allobates bacurau im Jahr 2016 sowie Allobates juami und Allobates tinae im Jahr 2018 und letztendlich mit A. carajas und A. nunciatus im Jahr 2019 waren somit nun 55 Arten bekannt. Im Jahr 2020 kamen die neuen Arten A. pacaas, A. caldwellae und A. velocicantus hinzu, im Jahr 2021 die Art Allobates grillicantus. A. alessandroi (Grant & Rodriguez, 2001) und A. cepedai (Morales 2002) wurden in die verwandte Gattung Hyloxalus transferiert. Die Gattung Allobates umfasste mit der 2022 beschriebenen Art Allobates paleci 60 Arten, 2023 kamen drei Arten hinzu, 2025 eine weitere.
Stand: 12. Mai 2025
- Gattung Allobates Zimmermann & Zimmermann, 1988 (63 Arten)
  - Allobates albiventris Souza, Ferrão, Kaefer, Cunha-Machado, Melo-Sampaio, Hanken & Lima, 2023[7]
  - Allobates algorei Barrio-Amoros & Santos, 2009
  - Allobates amissibilis Kok, Hölting & Ernst, 2013[8]
  - Allobates bacurau Simões, 2016[9]
  - Allobates bromelicola (Test, 1956)
  - Allobates brunneus (Cope, 1887)

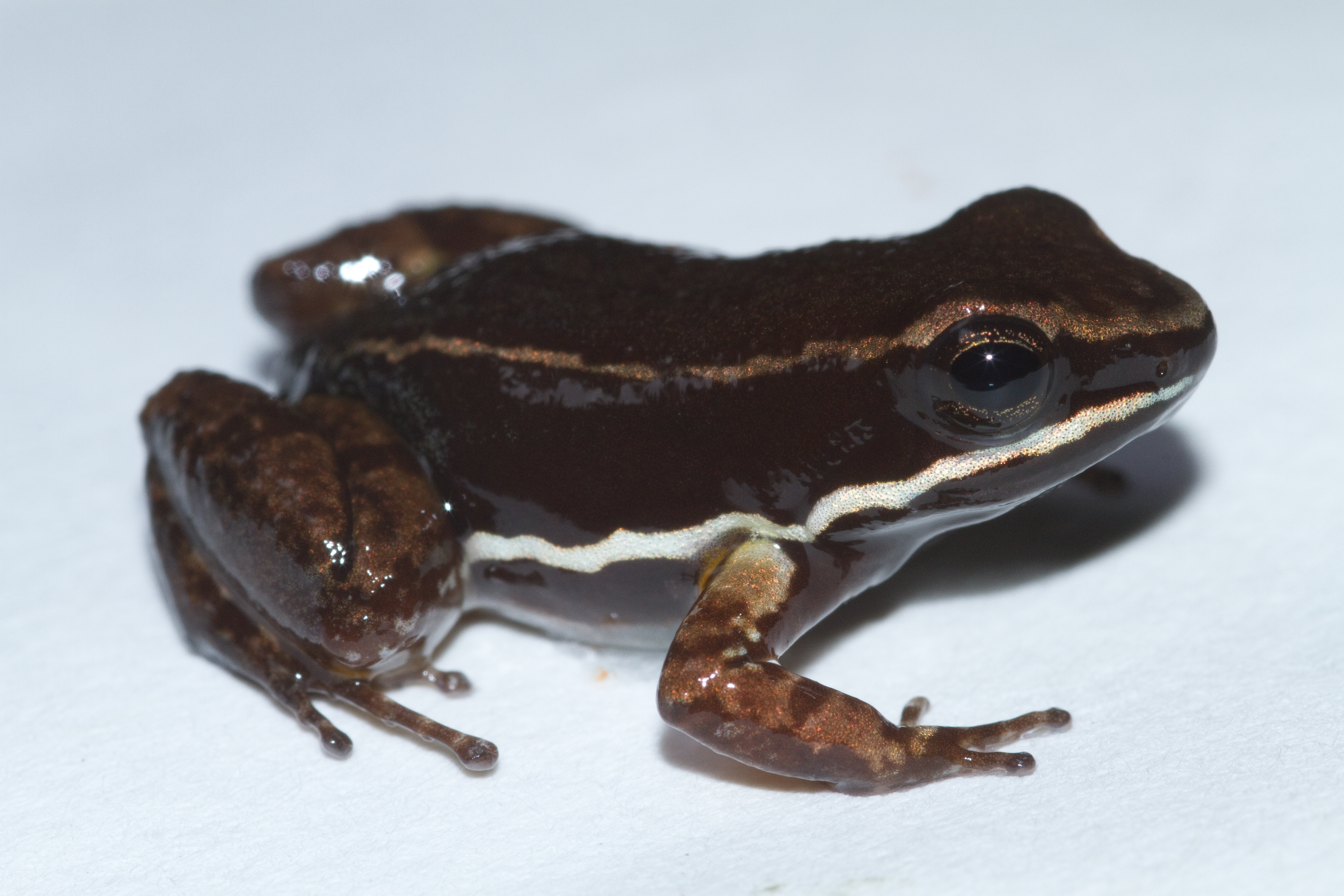
Allobates talamancae

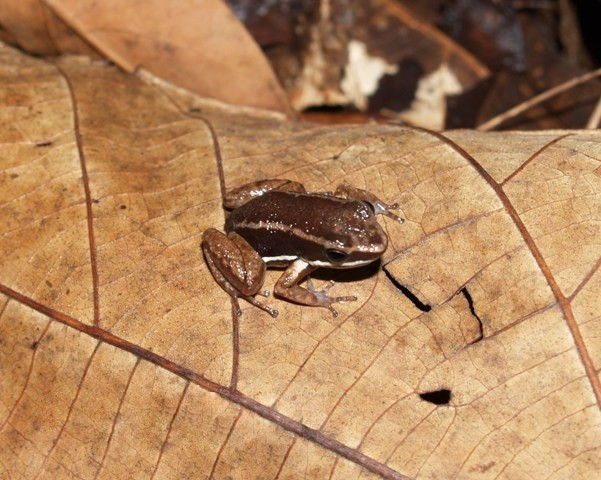
Allobates talamancae

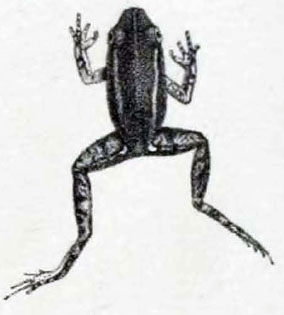
Allobates trilineatus

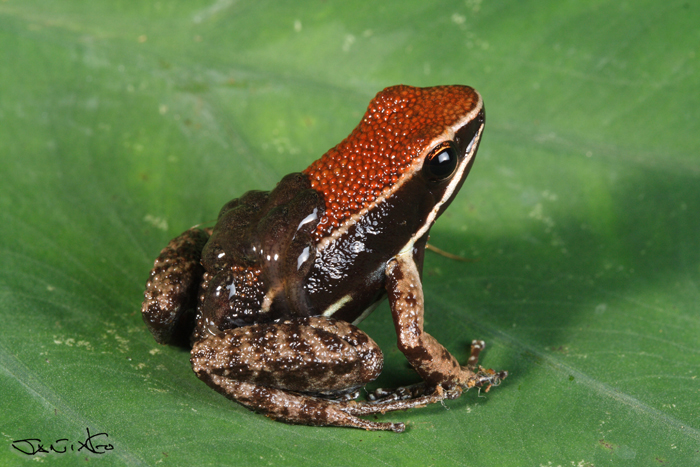
Allobates zaparo

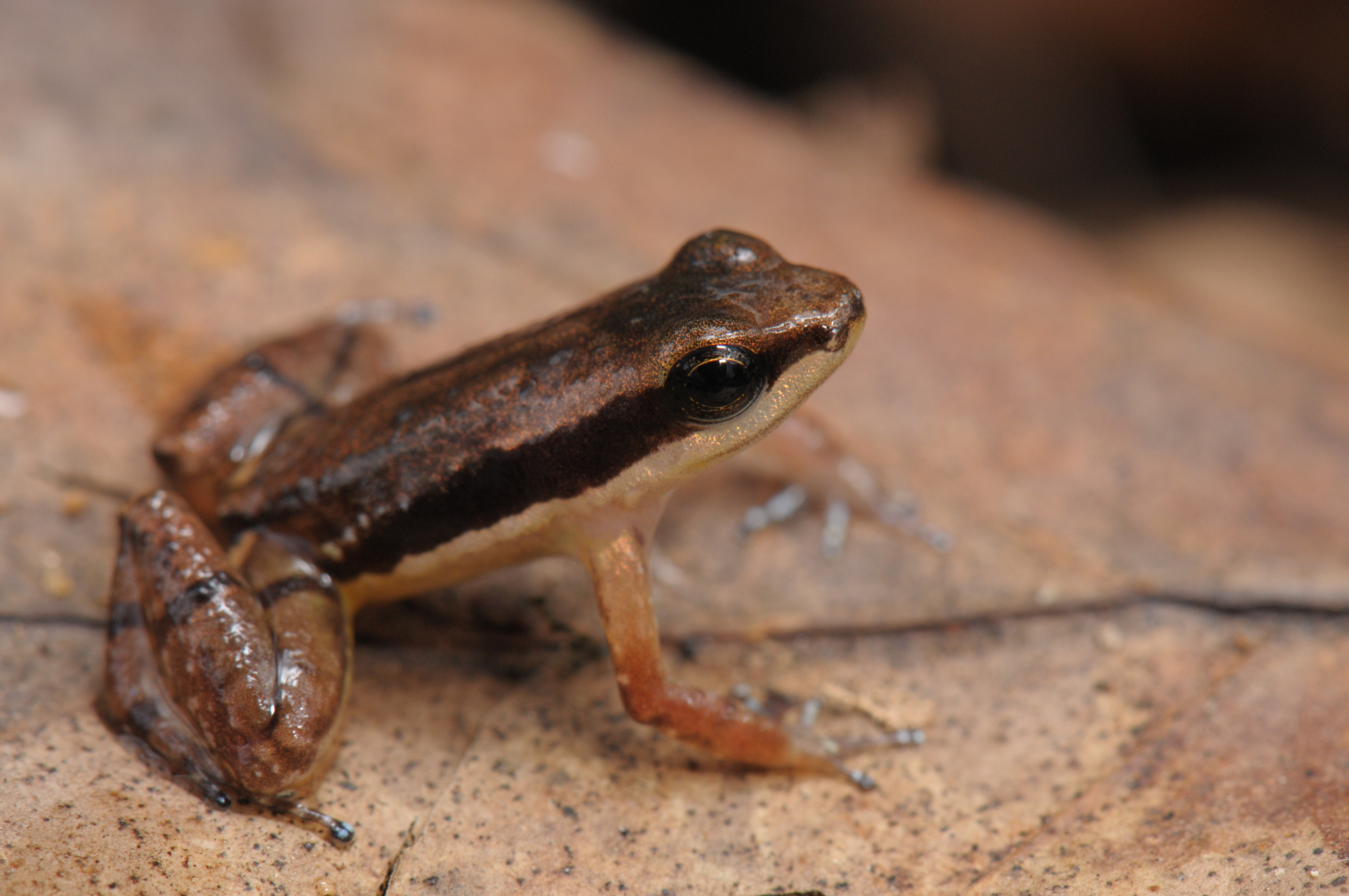
Dryadobates olfersioides

  - Allobates caeruleodactylus (Lima & Caldwell, 2001)
  - Allobates caldwellae Lima, Ferrão & Silva, 2020[10]
  - Allobates carajas Simões, Rojas & Lima, 2019[11]
  - Allobates caribe (Barrio-Amorós, Rivas-Fuenmayor & Kaiser, 2006)
  - Allobates chalcopis (Kaiser, Coloma & Gray, 1994)
  - Allobates conspicuus (Morales, 2002)
  - Allobates crombiei (Morales, 2002)
  - Allobates femoralis (Boulenger, 1884)
  - Allobates flaviventris Melo-Sampaio, Souza & Peloso, 2013[12]
  - Allobates fratisenescus (Morales, 2002)
  - Allobates fuscellus (Morales, 2002)
  - Allobates gasconi (Morales, 2002)
  - Allobates goianus (Bokermann, 1975)
  - Allobates granti (Kok, MacCulloch, Gaucher, Poelman, Bourne, Lathrop & Lenglet, 2006)
  - Allobates grillicantus Moraes & Lima, 2021[13]
  - Allobates grillisimilis Simões, Sturaro, Vieira Peloso & Lima, 2013[14]
  - Allobates hodli (Simões, Lima & Farias, 2010)
  - Allobates humilis (Rivero, 1980)
  - Allobates ignotus (Anganoy-Criollo, 2012)[15]
  - Allobates insperatus (Morales, 2002)
  - Allobates juami Simões, Gagliardi-Urrutia, Rojas-Runjaic & Castroviejo-Fisher, 2018[16]
  - Allobates juanii (Morales, 1994)
  - Allobates kamilae Ferrão, Hanken & Lima, 2022[17]
  - Allobates kingsburyi (Boulenger, 1918)
  - Allobates liniaureum Jaramillo-Martinez, Vilà, Guayasamin, Gagliardi-Urrutia, Rojas-Runjaic, Simões, Chaparro, Aguilar-Manihuari, and Castroviejo-Fisher, 2025
  - Allobates magnussoni Lima, Simões & Kaefer, 2014[18]
  - Allobates mandelorum (Schmidt, 1932)
  - Allobates marchesianus (Melin, 1941)
  - Allobates masniger (Morales, 2002)
  - Allobates mcdiarmidi (Reynolds & Foster, 1992)
  - Allobates melanolaemus (Grant & Rodriguez, 2001)
  - Allobates myersi (Pyburn, 1981)
  - Allobates nidicola (Caldwell & Lima, 2003)
  - Allobates niputidea Grant, Acosta-Galvis & Rada, 2007
  - Allobates nunciatus Moraes,Pavan & Lima, 2019[19]
  - Allobates ornatus (Morales, 2002)
  - Allobates pacaas Melo-Sampaio, Prates, Peloso, Recoder, Dal Vechio, Marques-Souza & Rodrigues, 2020[6]
  - Allobates paleci Silva, Marques, Folly & Santana, 2022
  - Allobates paleovarzensis Lima, Caldwell, Biavai & Montanarin, 2010
  - Allobates peruvianus (Melin, 1941)
  - Allobates pittieri (La Marca, Manzanilla & Mijares-Urrutia, 2004)
  - Allobates ranoides (Boulenger, 1918)
  - Allobates ripicolus Fouquet, Ferrão & Jairam, 2023[20]
  - Allobates sanmartini (Rivero, Langone & Prigioni, 1986)
  - Allobates sieggreenae Gagliardi-Urrutia, Castroviejo-Fisher, Rojas-Runjaic, Jaramillo-Martinez, Solís & Simões, 2021
  - Allobates subfolionidificans (Lima, Sanchez & Souza, 2007)
  - Allobates sumtuosus (Morales, 2002) (Allobates spumaponens (Kok & Ernst, 2007) wurde mit A. sumtuosus synonymisiert)[21]
  - Allobates talamancae (Cope, 1875)
  - Allobates tapajos Lima, Simões & Kaefer, 2015
  - Allobates tinae Melo-Sampaio, Oliveira & Prates, 2018
  - Allobates trilineatus (Boulenger, 1884)
  - Allobates undulatus (Myers & Donnelly, 2001)
  - Allobates vanzolinius (Morales, 2002)
  - Allobates velocicantus Souza, Ferrão, Hanken & Lima, 2020[22]
  - Allobates vicinus Fouquet, Ferrão & Jairam, 2023[20]
  - Allobates wayuu (Acosta-Galvis, Cuentas & Coloma, 1999)
  - Allobates zaparo (Silverstone, 1976)[23]

Die vier Arten aus den Wäldern der Atlantikküste Ostbrasiliens, Allobates alagoanus (Bokermann, 1967), Allobates capixaba (Bokermann, 1967), Allobates carioca (Bokermann, 1967) und Allobates olfersioides (Lutz, 1925), wurden 2007 unter dem Namen des Letzteren zusammengefasst, da angenommen wurde, dass es sich um Varianten der gleichen Art handelte und keine eindeutigen Unterscheidungsmerkmale gegeben waren. 2025 wurde A. olfersioides als  Dryadobates olfersioides in die neu errichtete Gattung Dryadobates transferiert und die drei Arten, die zuvor mit A. olfersioides synonymisiert worden waren, wiedererrichtet.
Allobates craspedoceps (Duellman, 2004) wurde 2009 in die Gattung Hyloxalus in der Familie Dendrobatidae transferiert.
Allobates rufulus (Gorzula, 1990) wurde 2011 in die Gattung Anomaloglossus gestellt.
Allobates cepedai wurde 2017 als Hyloxalus cepedai (Morales, 2002) in die Gattung Hyloxalus gestellt, ebenso Allobates picachos als Hyloxalus picachos (Ardila-Robayo, Acosta-Galvis & Coloma, 2000) und im Jahr 2020 Allobates alessandroi als Hyloxalus alessandroi (Grant & Rodriguez, 2001).

#### Gattung Dryadobates
- Gattung Dryadobates Grant, Lyra, Hofreiter, Preick, Barlow, Verdade & Rodrigues, 2025 (6 Arten)[25]
  - Dryadobates alagoanus (Bokermann, 1967)
  - Dryadobates bokermanni Grant, Lyra, Hofreiter, Preick, Barlow, Verdade & Rodrigues, 2025
  - Dryadobates capixaba (Bokermann, 1967)
  - Dryadobates carioca (Bokermann, 1967)
  - Dryadobates lutzi Grant, Lyra, Hofreiter, Preick, Barlow, Verdade & Rodrigues, 2025
  - Dryadobates olfersioides (Lutz, 1925)